# Pietro Tagliavia d’Aragonia
Pietro Tagliavia d’Aragonia (ur. przed 1500 w Palermo, zm. 5 sierpnia 1558 tamże) – włoski kardynał.

## Życiorys
Urodził się przed 1500 rokiem w Palermo, jako syn Giovanniego Vincenza Tagliavii i Beatrice d’Aragonia e Cruillas. 28 maja 1537 roku został wybrany biskupem Agrigento. Siedem lat później został arcybiskupem Palermo. Uczestniczył w soborze powszechnym, jednak gdy obrady przeniesiono do Bolonii, pozostał w Trydencie. W 1551 roku zaprosił do Palermo Nicolása Bobadillę, by prowadził działalność apostolską. Został promowany na kardynała dzięki protekcji Karola V. 22 grudnia 1553 roku został kreowany kardynałem prezbiterem i otrzymał kościół tytularny San Callisto. Zmarł 5 sierpnia 1558 roku w Palermo.